# Château d'Ashby-de-la-Zouch
Le château d'Ashby de la Zouch est une fortification en ruine située dans la ville d'Ashby-de-la-Zouch, dans le Leicestershire, en Angleterre. Le château est construit par William Hastings, Lord Hastings, favori d'Édouard IV, après 1473, accompagné de la création d'un parc de 3000 acres. Construits sur le site d'un manoir plus ancien, deux grandes tours et divers bâtiments plus petits sont construits en 1483, lorsque Hastings est exécuté par Richard, duc de Gloucester. La famille Hastings utilise le château comme siège pendant plusieurs générations, améliorant les jardins et accueillant les visiteurs royaux.
Pendant la guerre civile anglaise des années 1640, Henry, un fils cadet de la famille Hastings, devient commandant royaliste dans les Midlands. Il s'installe au château jusqu'à ce qu'il soit contraint de le rendre après un long siège. Une nouvelle rébellion a lieu en 1648, amenant le Parlement à démanteler le château afin d'empêcher son utilisation militaire : les deux tours sont gravement endommagées par la poudre à canon et les sapes. Certaines parties du château restant sont transformées en une nouvelle maison et continuent à être utilisées par les membres de la famille Hastings pendant de nombreuses années, bien qu'ils aient déménagé leur résidence principale à Donington Hall.
Le château devient célèbre après avoir été présenté dans le roman Ivanhoé de Walter Scott en 1819, et son propriétaire, Francis Rawdon-Hastings, ouvre les ruines aux visiteurs. Des travaux de restauration sont effectués au cours du siècle suivant, mais en 1932, la famille Rawdon n'a plus les moyens d'entretenir le château. Il passe sous la tutelle du ministère des Travaux publics, qui procède à d'importantes réparations et ouvre les jardins du château. Au XXIe siècle, le château est géré par English Heritage en tant qu'attraction touristique. L'historien John Goodall considère le site comme un « exemple exceptionnel de château médiéval tardif », avec son parc formant « l'un des exemples les mieux conservés et les plus importants » d'un premier jardin Tudor.

## Histoire

### XIe–XVesiècles

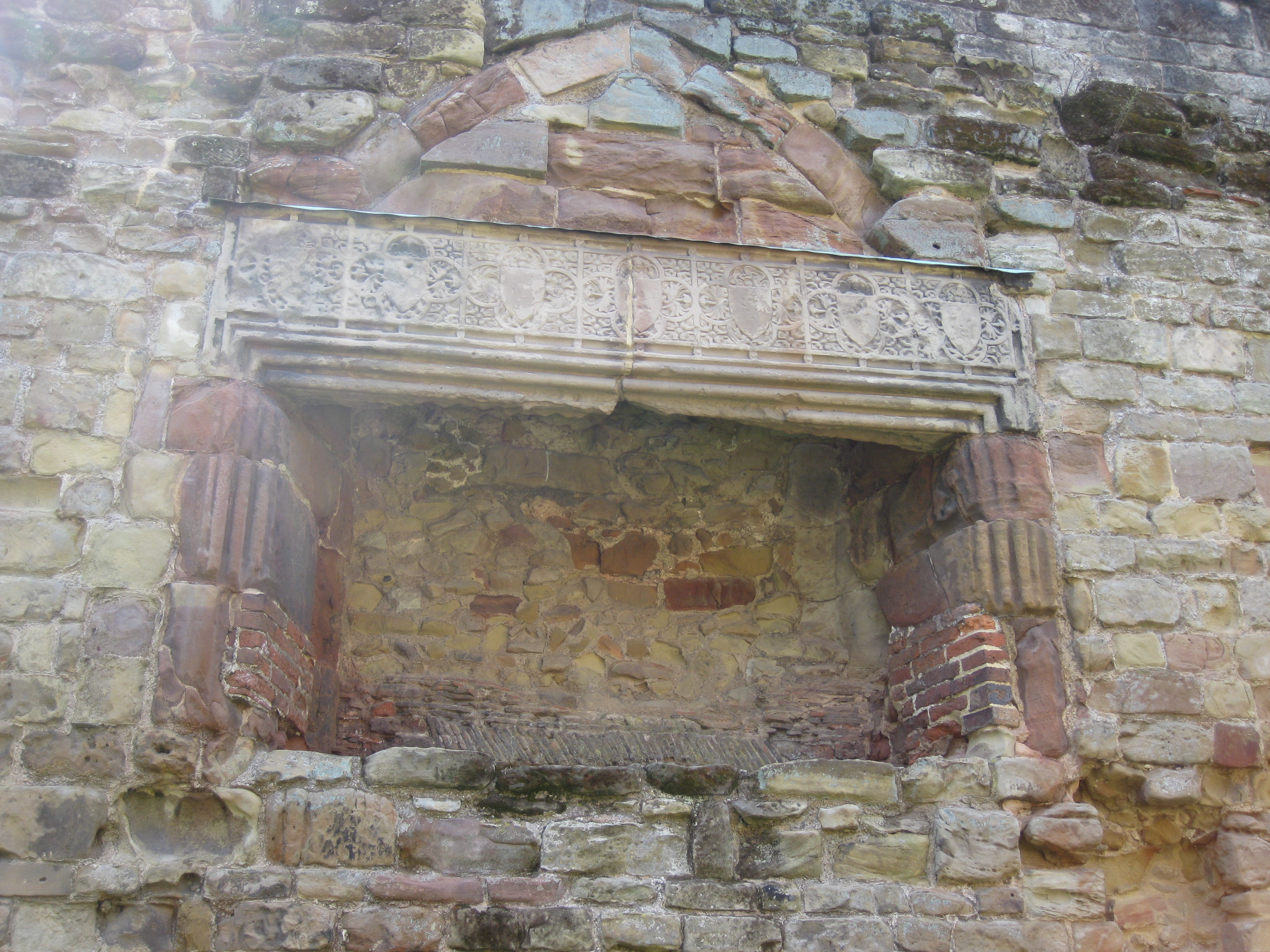
Cheminée sculptée dans la Grande Salle, décorée d'images d'anges et de boucliers

Un manoir existe à Ashby-de-la-Zouch depuis au moins 1086, lorsque l'emplacement est connu sous le nom d'Ascebi. Les terres sont acquises par Robert de Beaumont, Comté de Meulan et plus tard comte de Leicester, en 1100. Il y établit la famille Belmeis comme locataire et, après la disparition de la lignée familiale Belmeis en 1160, les comtes de Leicester réattribuent le domaine à la famille La Zouche, dont le manoir prend ensuite le nom.
À un moment donné au cours de cette période, un manoir est construit sur le même site que le château ultérieur, avec une salle et un solaire. Une colonie se développe à côté de la maison et, en 1334, la ville est probablement la sixième plus grande du comté. Au milieu des années 1300, le manoir aurait compris un hall, une chambre, une longue maison contenant des installations de service, et est entouré d'un pigeonnier, d'un verger et d'une garenne à lapins, accompagnés d'un parc aux cerfs de 60 acres. La halle et le solaire sont reconstruits par les Zouche au cours de la seconde moitié du XIVe siècle, mais le bâtiment reste ce que l'historien Norman Pounds a appelé un « manoir plutôt modeste ».
La lignée des Zouch s'éteint en 1399, laissant l'héritage des domaines familiaux incertain. Le manoir passe probablement à Hugh Burnell et, vers 1420, à James Butler, comte d'Ormond et Wiltshire. La Guerre des Deux-Roses éclate en Angleterre en 1455 entre les partisans des factions lancastrienne et yorkiste. James, un Lancastrien, est capturé à la bataille de Towton par le chef yorkiste Édouard IV en 1461 et exécuté ; la Couronne s'empare de ses domaines, dont le manoir d'Ashby de la Zouch.
Ashby de la Zouch est transformé en château par William Hastings, Lord Hastings, favori d'Édouard IV ; en tant que noble mineur, il a combattu aux côtés d'Edward à Towton, mais est ensuite fait chevalier et devient plus tard chambellan de la maison royale et lieutenant de Calais. William a acquis de vastes domaines dans les Midlands pendant les guerres, dont la plupart ont été confisqués à ses ennemis. Parmi ceux-ci se trouve Ashby de la Zouch, qui est donnée à Guillaume en 1462. Son père, Leonard, conserve le siège familial à Kirby Muxloe à proximité, mais après 1471, William commence à utiliser Ashby de la Zouch comme résidence principale.
En 1474, Édouard accorde à Guillaume le droit de créneler ou de fortifier quatre de ses manoirs et de construire des parcs à cerfs autour d'eux. William entreprend de développer l'ancien complexe seigneurial d'Ashby de la Zouch avec de nouveaux bâtiments et est autorisé à créer un immense parc autour. Son intention semble avoir été de construire un château important, semblable aux fortifications royales de Tutbury et Nottingham, avec quatre énormes tours. Les travaux semblent avoir déjà commencé sur le site l'année précédant l'autorisation formelle, même s'il n'est pas certain qu'il s'agisse de la construction de la chapelle du château ou si Guillaume a déjà commencé les travaux sur la première tour, pariant que le roi l'approuverait par la suite.
Édouard IV meurt en 1483, laissant le royaume à son jeune fils, Édouard V, mais son oncle, Richard, duc de Gloucester, a des ambitions sur le trône. Lord Hastings n'est pas disposé à soutenir la déposition d'Édouard V et, en conséquence, Richard l'exécute sommairement en juin, avant son propre couronnement. Le château d'Ashby de la Zouch, partiellement achevé, et les autres domaines de Lord Hastings sont ensuite restitués à sa veuve, Catherine.

### XVIe–XVIIesiècles

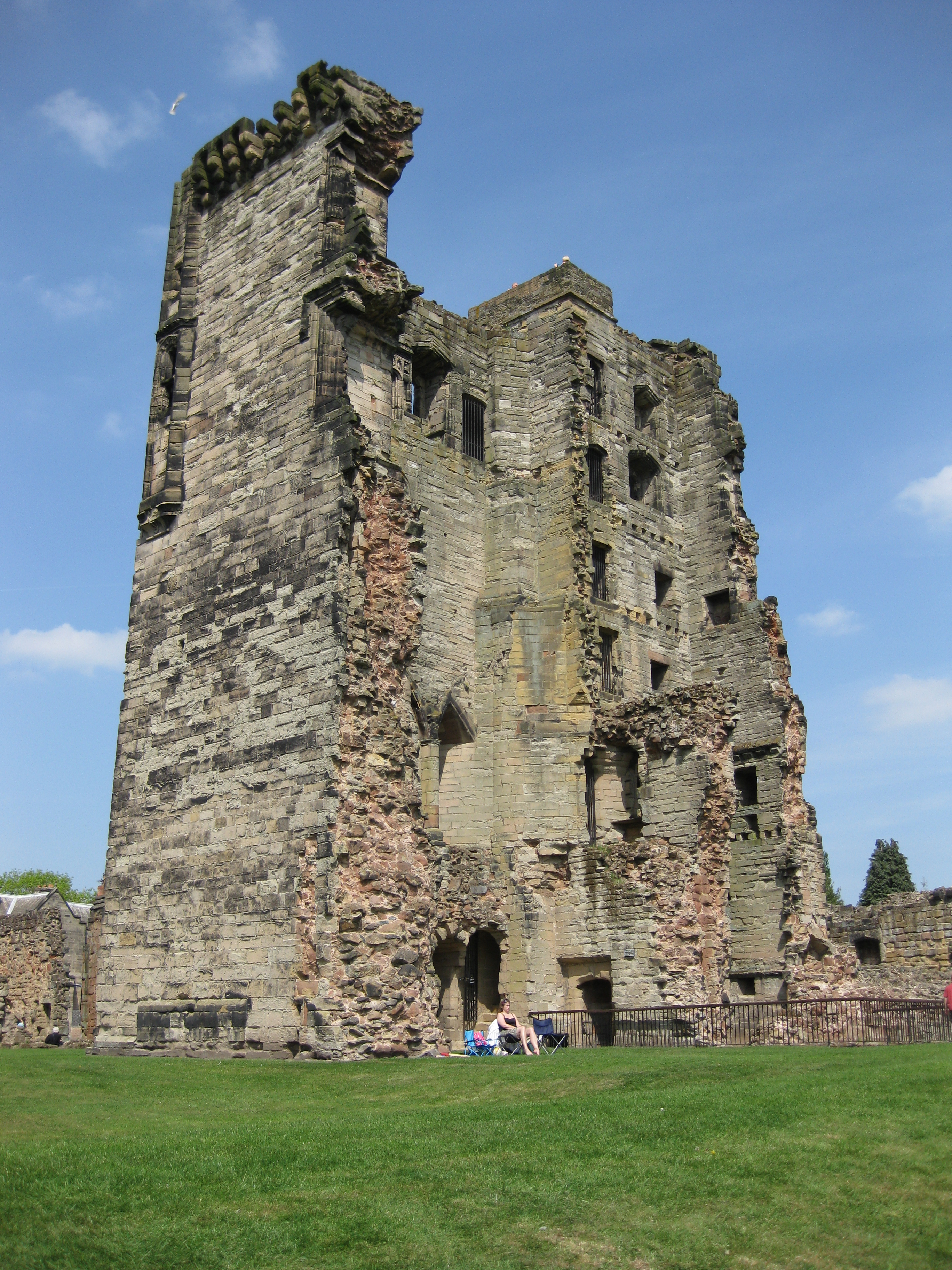
La Grande Tour, démantelée après la guerre civile anglaise

Le château passe au fils de William, Edward Hastings, qui semble avoir passé peu de temps dans la propriété, bien qu'il ait reçu la visite d'Henri VIII en 1503. Son fils, George, qui est ensuite l'un des favoris royaux d'Henri VIII et devient comte de Huntington en 1529, en hérite ensuite, ce qui l'amène à reconstruire certaines parties du château en brique et à redessiner les jardins. Henry Hastings hérite du château en 1560, où il entretient une maison de 77 serviteurs. Henry Hastings l'utilise pour emprisonner Marie Stuart en 1569, après qu'elle a été accusée de complot contre Élisabeth Ire, bien qu'il ait passé la plupart de son temps à York, où il dirige le Conseil du Nord.
Le château passe à son frère cadet, George, qui y reçoit la reine Anne, la princesse Elizabeth et le prince Henry le 22 juin 1603. La comtesse de Derby est accueillie en août 1607 avec le Masque au château d'Ashby. Son petit-fils, Henry, accueille Jacques Ier trois fois entre 1612 et 1617, et Charles Ier en 1634. Les jardins sont réaménagés, probablement pour offrir un lieu propice à ces visites royales. Cependant, plusieurs générations de dépenses excessives réduisent les domaines familiaux et la famille a du mal à maintenir son style de vie somptueux et son ancienne importance dans la région.
En 1642, la guerre civile anglaise éclate entre les partisans de Charles Ier et le Parlement. Henry Hasting rejoint brièvement la cause royaliste avant sa mort en 1643, mais son fils aîné Ferdinando, qui hérite du comté familial, reste neutre pendant le conflit. Le frère cadet de Ferdinando, Henry, devient cependant un commandant royaliste clé dans les Midlands. Le château est stratégiquement bien placé, reliant les territoires royalistes du nord et de l'ouest de l'Angleterre et offrant un accès facile à la rivière Trent. Henry utilise le château comme base d'opérations dans toute la région, le protégeant en établissant de plus petits avant-postes près de Donnington et Shardlow. Les bâtiments de la ville d'Ashby de la Zouch sont démolis pour fournir du matériel nécessaire à la refortification du château et de la ville, des tunnels sont  creusés et un « fort irlandais » est construit pour aider à protéger le château.
Au début de 1643, le Parlement assiège Newark et la garnison d'Ashby est envoyée pour la relever. Faisant partie d'une force plus importante sous Prince Rupert, ils forcent la reddition de la troupe parlementaire. À la fin de 1644, la guerre se retourne contre le roi et les forces parlementaires basées à Coleorton, à proximité, oblige la garnison à rester dans le château. Le roi Charles traverse le château en mai 1645 pour assiéger Leicester, mais le mois suivant, ses forces sont vaincues à la bataille de Naseby ; le roi reste de nouveau brièvement au château alors qu'il se retire vers l'ouest. La cause royaliste est désormais largement perdue.
Henry revient au château depuis Leicester en septembre, où 600 autres soldats royalistes le rejoignent bientôt ainsi que sa garnison de 60 hommes, effectuant des raids sur les convois parlementaires et la garnison de Coleorton. La peste éclate à la fin de l'année, obligeant les assiégeants à se replier sur Leicester, tandis que la garnison abandonne temporairement les bâtiments du château et occupe le parc voisin. Une fois l'épidémie passée, le Parlement commence à attaquer la ville et Henri, par l'intermédiaire de Ferdinando, accepte la reddition du château dans de bonnes conditions : cela est réalisé en février 1646 et permet la libération de lui-même, de la garnison et de ses armes.
En mai 1648, une rébellion royaliste éclate dans le Kent. Il y a de nouvelles inquiétudes parlementaires au sujet d'Henry Hastings et les craintes grandissent qu'il puisse réoccuper le château d'Ashby de la Zouch. Lord Grey – un rival de la famille Hastings dans le Leicestershire – est nommé responsable du château en août, qui sert à détenir des prisonniers royalistes, dont James Hamilton, le duc de Hamilton. Les inquiétudes parlementaires concernant la sécurité du château persistent et, peut-être en raison de l'implication d'Henri dans la récente rébellion, William Bainbrigg reçoit l'ordre en novembre de mettre le château hors d'usage militaire. Il exécute immédiatement ses ordres, démolissant un côté de la Grande Tour et de la Tour de la Cuisine, sapant les fondations et déployant des charges de poudre à canon.
La famille Hastings souffre financièrement à cause de la guerre et Ferdinando est emprisonné pour dettes en 1653. La famille déménage à Donington Hall, bien que certains vestiges du château aient été réparés pour former une maison appelée Ashby Place, qui se trouve du côté nord du site, dans l'ancienne cour extérieure. Selina Hastings, la comtesse de Huntingdon, y vit après 1746. Avec la détérioration du château et le départ des Hastings, la ville voisine entre également en déclin. À la mort de Francis Hastings en 1789, le château passe à Francis Rawdon, qui devient plus tard comte de Moira.

### XVIIIe–XXIesiècles

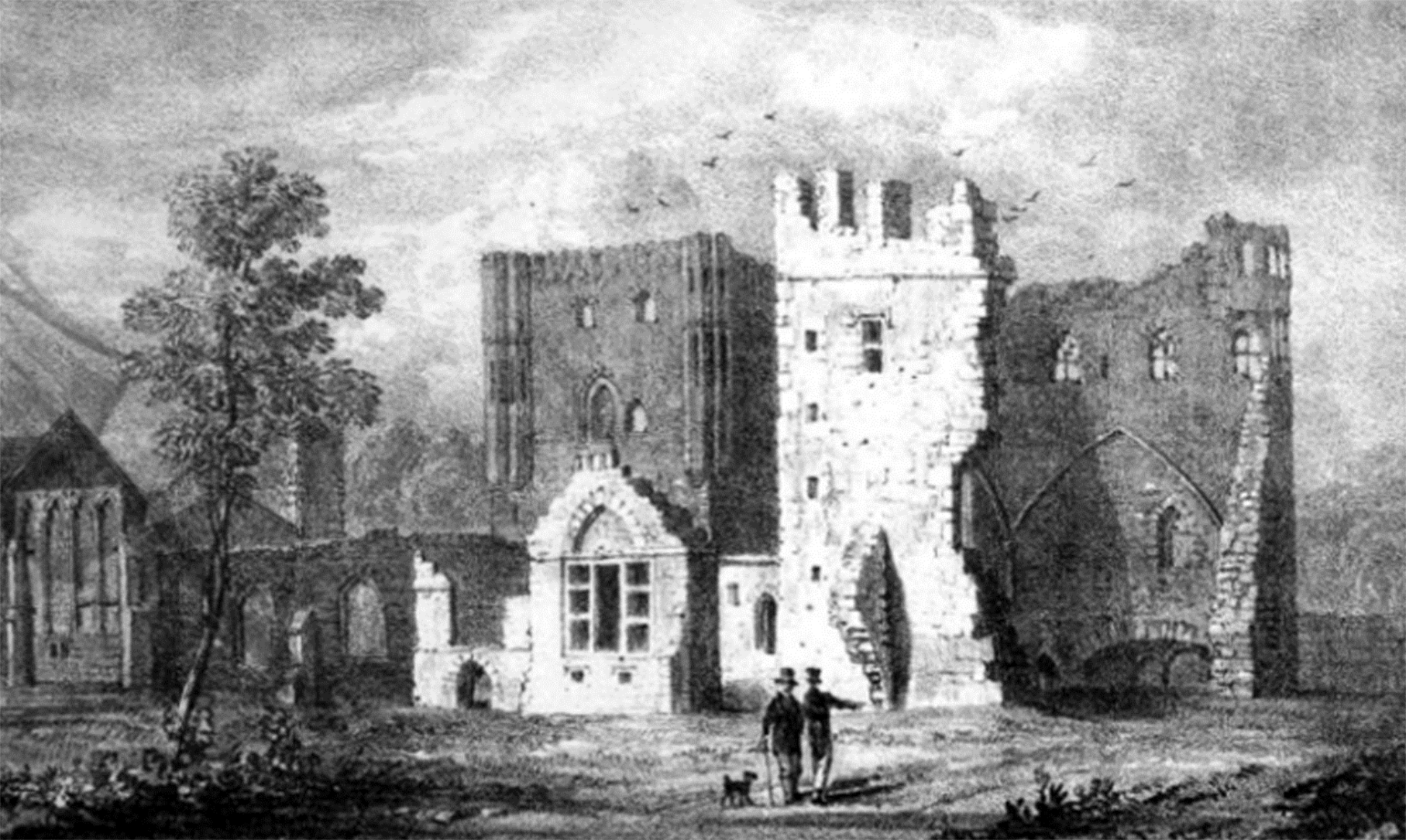
Représentation du château en 1831

En 1819, le roman Ivanhoé de Walter Scott présente une scène avec un tournoi au château d'Ashby de la Zouch ; le roman est extrêmement populaire et rend le lieu célèbre. Edward Mammatt, l'agent de Francis Rawdon, répare les ruines du château et les ouvre aux visiteurs, que Rawdon espère attirer aux bains Ivanhoe qu'il ouvre à proximité. Ashby Place, qui est devenue une maison de l'industrie, est démolie en 1830 et une nouvelle maison, Ashby Manor, est construite à sa place. Les travaux se poursuivent tout au long du XIXe siècle pour réparer les ruines du château, même si elles restent en grande partie couvertes de lierre.
Un architecte local, Thomas Fosbrooke, réalise la première fouille archéologique du site en 1900, et d'importants travaux de restauration ont lieu les années suivantes. La famille Rawdon reçoit une subvention du gouvernement pour d'autres réparations en 1912 et commence à faire payer l'entrée aux visiteurs. La famille n'a pas les moyens d'entretenir le château et, au début des années 1930, les murs deviennent instables et dangereux. Le château est placé sous la tutelle du ministère des Travaux publics en 1932, qui procède à des réparations, au remplacement de certaines pierres et à l'ouverture du parc environnant aux visiteurs.
Au XXIe siècle, le château est géré par English Heritage comme attraction touristique. Une enquête archéologique des jardins du château est réalisée en 2006. Le site est un bâtiment classé Grade I.

## Architecture et paysage

### Architecture

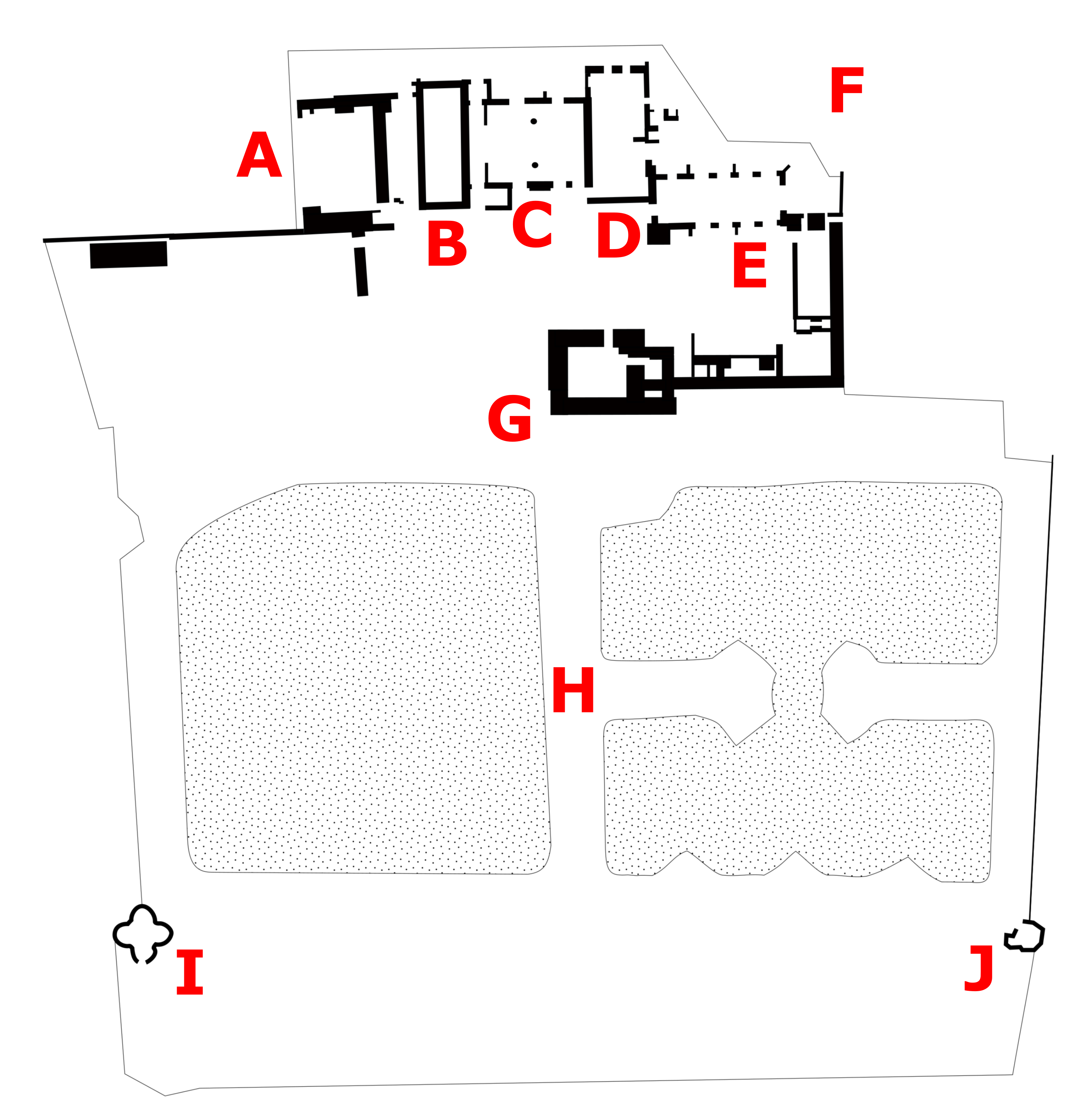
Plan du château : A – Tour des Cuisines ; B – beurre et garde-manger ; C – Grande Salle ; D – Grande Chambre ; E – chapelle et cour intérieure ; F – site du tribunal nord ; G – Grande Tour ; H – jardins en contrebas ; I – tour de jardin sud-ouest ; J – tour de jardin sud-est

Les ruines du château d'Ashby de la Zouch sont situées à proximité du centre de la ville moderne et comprennent deux grandes tours et bâtiments associés disposés autour d'une cour, avec des jardins à la française au sud. Lord Hastings avait probablement l'intention que son château ait à terme quatre grandes tours, entourant les bâtiments intérieurs avec une courtine de conception régulière, mais seulement la moitié de ces tours sont achevées au moment de sa mort. La cour extérieure qui se trouve au nord du complexe survivant est perdue ; ayant été convertie d'abord en Ashby Place, puis en Ashby Manor, elle est maintenant occupé par l'école préparatoire Manor House. L'historien John Goodall considère Ashby de la Zouch comme un « exemple exceptionnel de château médiéval tardif ».
La tour de la cuisine se dresse à l'angle nord-ouest du château et est destinée à approvisionner la grande maison de Lord Hasting. La tour n'a que deux étages, car la cuisine du rez-de-chaussée a une hauteur très élevée de 34 pieds un haut plafond voûté et ses murs mesurent 9 pieds épais et en grès jaune. La cuisine, bien éclairée, possède plusieurs foyers et un four pour cuisiner, un puits et une cave pour le rangement. Au-dessus de la cuisine se trouve une grande pièce, probablement utilisée comme salon d'hiver. Un mur de la tour est abimé en 1648. Un passage souterrain, datant probablement de la guerre civile anglaise, relie la Grande Tour à la Tour de la Cuisine.
À côté de la tour, séparée pour des raisons de sécurité incendie par un passage couvert, se trouve une zone de service à deux étages, comprenant une beurrerie et un garde-manger. La grande salle du château est adaptée de l'original médiéval et aurait été à l'origine subdivisée par une ligne d'arcs. Elle est chauffée par un foyer central et le seigneur et ses invités auraient mangé sur une estrade surélevée au fond de la salle. Le bâtiment est surélevé, doté de nouvelles fenêtres et refait dans la seconde moitié du XVIIe siècle. La Grande Chambre est un bâtiment de deux étages, avec à l'origine un salon au rez-de-chaussée, avec une chambre au-dessus utilisée pour recevoir les invités. Au nord de la Grande Chambre se trouve une série de bâtiments utilisés par les hauts fonctionnaires de la maison.
La grande chapelle, de 60 pieds sur 21 et construit en grès gris, se trouve à côté de la Grande Chambre et avait à l'origine un autel sur une estrade à l'extrémité nord. Un coin de la chapelle reste utilisé comme lieu de sépulture par la famille Hastings moderne. Une cour intérieure, ou chapelle, aurait été formée par une série de bâtiments, perdus depuis, s'étendant entre la chapelle et la Grande Tour. L'historien Anthony Emery note que le château aurait formé une « forteresse de palais », avec l'importante chapelle et les tours adjacentes constituant des symboles du pouvoir et de l'autorité d'Hastings.
La Grande Tour est une grande structure de grès gris, 75 pieds haut, formé d'une tour de quatre étages, 30 pieds en interne, relié à une tour ou tourelle plus petite de sept étages, 10 pieds à travers. Le rez-de-chaussée contenait le sous-sol et l'entrée, protégés par une herse. Le premier étage abrite la cuisine et a un toit voûté en pierre coupe-feu. Les étages supérieurs se composent d'un salon et d'une grande chambre séparée pour le seigneur, avec une chambre retirée sur un côté, tous dotés de fenêtres plus grandes que les niveaux inférieurs, avec d'excellentes vues sur les jardins et le parc au-delà. Une salle du trésor, accessible uniquement depuis les étages supérieurs par une échelle, est aménagée au premier étage. Emery considère « la richesse des pièces supérieures et les qualités de planification et de conception de la tour » comme étant exceptionnelles et la compare à la tour jaune de Gwent au château de Raglan.

### Jardins et parcs

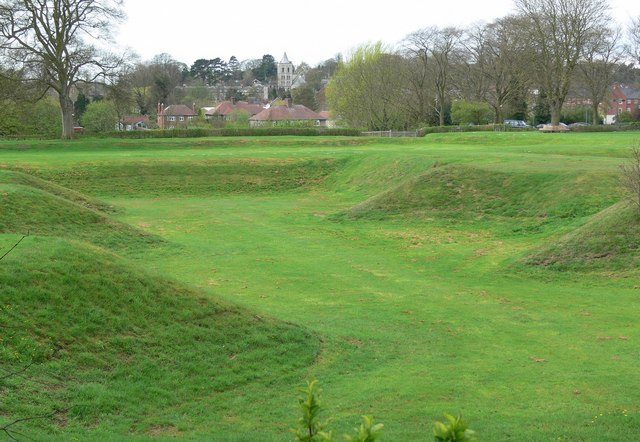
Terrassements dans la partie orientale du jardin, probablement destinés à ressembler à des bastions

Les jardins actuels au sud du château datent d'environ 1530 ; ils occupent 0,8 hectares, et comprennent deux zones en contrebas, séparées par une passerelle. La zone orientale était peut-être destinée à imiter les travaux de bastion défensif, et elle comporte à l'origine une tour circulaire en brique au milieu de celle-ci. À l'origine, le site est entouré d'un mur de briques dont seul le bord sud-est subsiste. Deux tours en brique subsistent aux angles sud, l'une ressemblant à une feuille de trèfle, l'autre de forme octogonale, et auraient été à l'origine utilisées comme salles de banquet. Au-delà des jardins se trouve une zone plantée d'arbres, appelée "la nature sauvage ", ainsi qu'un jardin compartimenté et des étangs plus petits. Un bâtiment triangulaire appelé « le Mont » est construit en pleine nature au début du XVIIe siècle et est aujourd'hui une maison privée. John Goodall les considère comme « l'un des premiers jardins Tudor les mieux conservés et les plus importants d'Angleterre ».
Le parc de 60 acres s'étendait probablement juste au sud du château, intégrant les jardins actuels ; il a probablement été étendu à environ 340 acres par William Hastings, et est plus tard nommé le « Petit Parc ». Les limites originales des deux autres parcs associés au château au nord et à l'ouest, Great Park et Prestop Park, sont incertaines.